# Madhavpur
Madhavpur – gaun wikas samiti we wschodniej części Nepalu w strefie Sagarmatha w dystrykcie Okhaldhunga. Według nepalskiego spisu powszechnego z 2001 roku liczył on 413 gospodarstw domowych i 2413 mieszkańców (1267 kobiet i 1146 mężczyzn).